# La Genevraye
La Genevraye is een gemeente in het Franse departement Seine-et-Marne (regio Île-de-France) en telt 639 inwoners (2005). De plaats maakt deel uit van het arrondissement Fontainebleau.

## Geografie
De oppervlakte van La Genevraye bedraagt 13,2 km², de bevolkingsdichtheid is 48,4 inwoners per km².
De onderstaande kaart toont de ligging van La Genevraye met de belangrijkste infrastructuur en aangrenzende gemeenten.

## Demografie
Onderstaande figuur toont het verloop van het inwonertal (bron: INSEE-tellingen).